# Apotheose

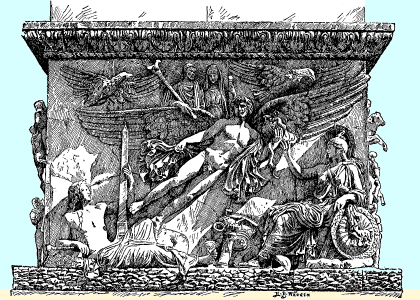
De apotheose van keizer Antoninus Pius (138–161 n.Chr.) en keizerin Faustina. (reliëf van de erezuil van Antoninus Pius, Rome)

Apotheose (van het Griekse ἀποθέωσις, van ἀποθεόω/ἀποθεῶ, apotheoo / apotheo, "vergoddelijken"; Latijn: deificatio, "goddelijk maken") was de verheerlijking van een voorwerp tot goddelijk niveau en meer in het algemeen het behandelen van een mens als god. In het Nederlandse taalgebruik wordt dit woord ook wel gebruikt om te verwijzen naar een "schitterend slottoneel van een uitvoering of voorstelling" (Van Dale) en meer overdrachtelijk als de climax van een serie gebeurtenissen.

## Griekse cultuur
In het Oude Griekenland was deze verheffing in de bloeitijd van hun geschiedenis ten enenmale onbekend, behalve in hun heroëncultus. Heroën waren wezens die, hoewel ze een menselijk lichaam hadden, toch boven de mensen waren verheven. Werden zij van de boeien van dat lichaam bevrijd, dan konden zij onder de goden worden opgenomen, zoals Herakles. De mens evenwel, die zich lichtvaardig tot de rang van de goden wilde verheffen, werd door hun wraak op de verschrikkelijkste wijze getroffen.
Toen bij het verval van het Griekse volk het ongeloof algemeen was doorgedrongen, kwam de apotheose veel meer in zwang, doch zij was niets dan een blote titel, die aan degenen die men tot god verhief, geschonken werd (bijvoorbeeld Alexander de Grote).

## Romeinse cultuur
Bij de Romeinen werden gewoonlijk de keizers na hun dood bij senatus consultum (Senaatsbesluit) tot goden verklaard. Deze apotheose heette consecratio.

## Christendom
In de (monotheïstische) christelijke theologie wordt voor een enigszins vergelijkbaar idee de term deïficatie, theosis of vergoddelijking gebruikt, dat staat voor het proces van verkrijgen van 'goddelijke eigenschappen'.